# فريتز كلاين (مؤرخ)
فريتز كلاين (بالألمانية: Fritz Klein)‏ (و. 1924 – 2011 م) هو مؤرخ من ألمانيا، وألمانيا الشرقية، والرايخ الألماني، ولد في برلين، توفي في برلين، عن عمر يناهز 87 عاماً.